# Patrick Wilson (amerykański aktor)
Patrick Joseph Wilson (ur. 3 lipca 1973 w Norfolk) – amerykański aktor, piosenkarz, reżyser i producent.

## Życiorys

### Wczesne lata
Urodził się w Norfolk w stanie Wirginia jako syn Mary Kathryn (z domu Burton), nauczycielki emisji głosu i wokalistki, i Johna Franklina Wilsona, prezentera wiadomości WTVT w Tampa. Miał dwóch starszych braci – Paula i Marka. Dorastał w St. Petersburg na Florydzie, gdzie uczęszczał do Shorecrest Preparatory School. W 1995 ukończył studia na wydziale dramatu w Carnegie-Mellon University w Pittsburghu w stanie Pensylwania.

### Kariera
W 1995 zadebiutował na Broadwayu jako Chris Scott w musicalu autorstwa Claude-Michela Schönberga Miss Saigon. Potem wystąpił jako Billy Bigelo w musicalu Richarda Rodgersa i Oscara Hammersteina II Carousel. W 1999 za rolę Jamiego Conwaya w musicalu Jasne światła, wielkie miasto (Bright Lights, Big City) na Off-Broadwayu był nominowany do Drama League Award i Drama Desk Award. Za rolę Jerry'ego Lukowskiego w komedii Goło i wesoło (The Full Monty, 2000-2001) i jako Curly McLain w musicalu Oklahoma! (2002) na Broadwayu zdobył nominację do Drama Desk Award i Tony Award.
Jego kariera filmowa rozpoczęła się w 2001 po roli Quinna w komediodramacie Wesele mojej siostry (My Sister's Wedding). Potem zagrał postać Raoula w ekranizacji musicalu Upiór w operze (2004). Rola homoseksualnego mormona republikanina Joego Pitta w miniserialu telewizyjnym HBO Anioły w Ameryce (Angels in America, 2003) Mike'a Nicholsa przyniosła mu nominację do Złotego Globu i Emmy. W dramacie Wieczór (Evening, 2007) z Claire Danes, Meryl Streep i Glenn Close zagrał rolę wielkiej miłości głównej bohaterki. W dreszczowcu psychologicznym Rodrigo Garcíi Ocaleni (Passengers, 2008) z Anne Hathaway pojawił się jako tajemniczy Erik.

## Życie prywatne
8 sierpnia 2005 ożenił się z aktorką Dagmarą Domińczyk, z którą ma dwóch synów: Kalina Patricka (ur. 2006) i Kassiana McCarrella (ur. 9 sierpnia 2009).

## Wybrana filmografia

### Filmy fabularne
- 2004: Upiór w operze (The Phantom of the Opera) jako Raoul de Chagny
- 2005: Pułapka (Hard Candy) jako Jeff Kohlver
- 2006: Małe dzieci (Little Children) jako Brad Adamson
- 2006: Biegając z nożyczkami (Running with Scissors) jako Michael Shephard
- 2007: Wieczór (Evening) jako Harris Arden
- 2008: Dzielnica Lakeview (Lakeview Terrace) jako Chris Mattson
- 2009: Watchmen: Strażnicy jako Dan Dreiberg / Nite Owl II
- 2010: Drużyna A (The A-Team) jako agent Lynch
- 2010: Tak to się teraz robi (The Switch) jako Roland Nilson
- 2010: Naznaczony (Insidious) jako Josh Lambert
- 2010: Dzień dobry TV (Morning Glory) jako Adam Bennett
- 2011: Kobieta na skraju dojrzałości (Young Adult) jako Buddy Slade
- 2012: Prometeusz (Prometheus) jako ojciec Elizabeth Shaw
- 2013: Obecność (The Conjuring) jako Ed Warren
- 2013: Naznaczony: rozdział 2 (Insidious: Chapter 2) jako Josh Lambert
- 2014: Stacja kosmiczna 76 (Space Station 76) jako kapitan Glenn
- 2014: Jack Strong jako David Forden
- 2016: Batman v Superman: Świt sprawiedliwości jako prezydent USA (głos)
- 2016: Obecność 2 (The Conjuring 2) jako Ed Warren
- 2018: Pasażer jako detektyw Alex Murphy
- 2018: Aquaman jako Orm Marius/Ocean Master
- 2019: Midway jako Edwin Layton
- 2019: W wysokiej trawie jako Ross Humboldt
- 2021: Obecność 3: Na rozkaz diabła jako Ed Warren
- 2025: Obecność 4: Ostatnie namaszczenie jako Ed Warren

### Seriale TV
- 2003: Anioły w Ameryce (Angels in America) jako Joe Pitt
- 2009: Amerykański tata (American Dad!) jako Jim (głos)
- 2011–2012: A Gifted Man jako dr Michael Holt
- 2013, 2017: Dziewczyny (Girls) jako Joshua
- 2015: Fargo jako Lou Solverson
- 2017: Dziewczyny (Girls) jako Joshua